# 101 Mitigations
101 Mitigations, titulado 101 atenuantes en España e Hispanoamérica, es el decimoquinto episodio de la trigésima temporada de la serie animada Los Simpson, y el episodio 654 de la serie en general. Se emitió en Estados Unidos en Fox el 3 de marzo de 2019.

## Argumento

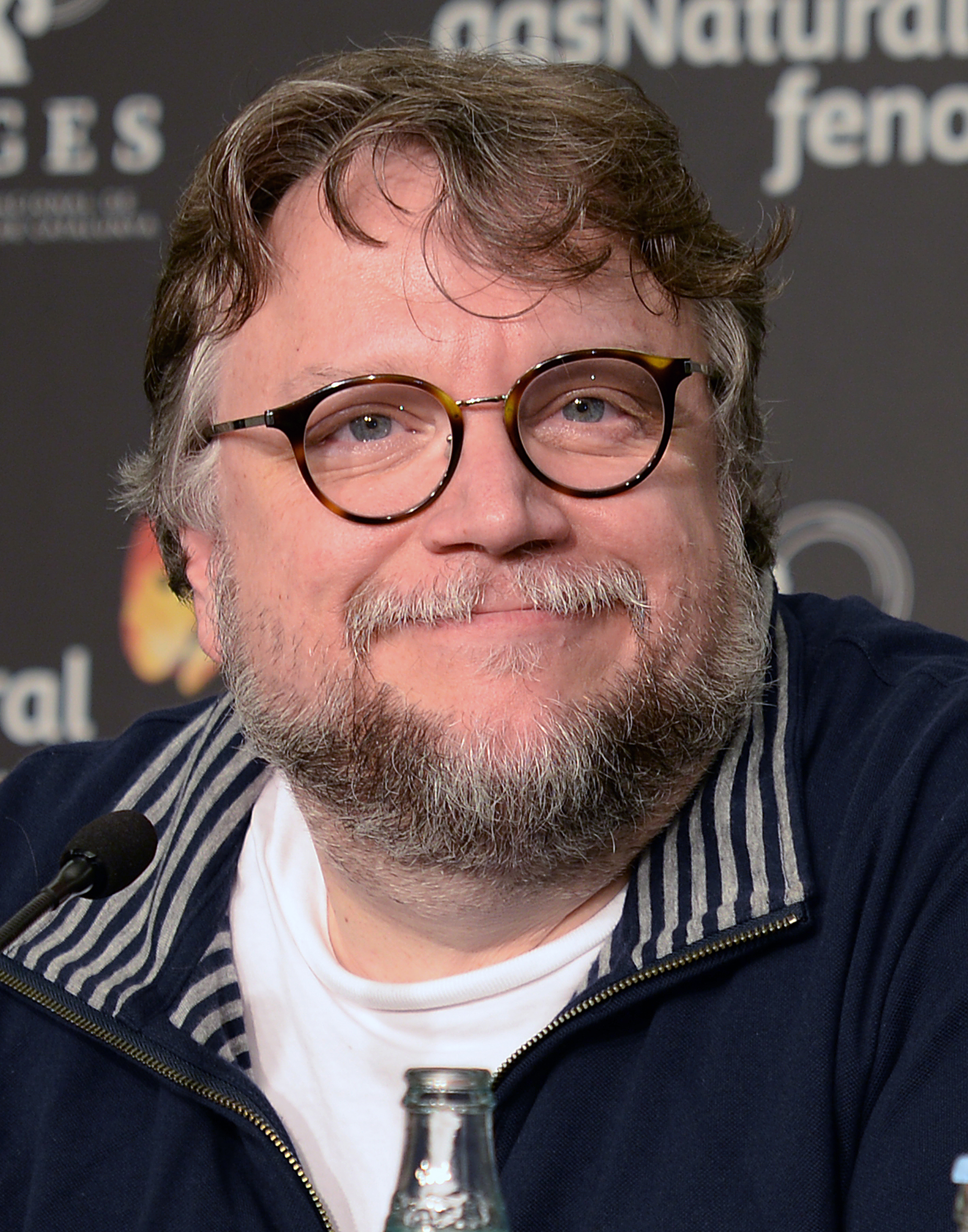
Guillermo del Toro, director, guionista, productor y novelista mexicano, fue la estrella invitada e hizo su aparición en este episodio.

Homer y los niños están comiendo en The Gilded Truffle, donde usaron un cupón mal impreso con un descuento del 100%. Mientras tanto, con el dinero ahorrado, Marge recibe un masaje sueco. Fuera del restaurante, Homer advierte a los niños que no se apresuren a salir estafados. El asistente de aparcacoches Raphael le entrega a Homer las llaves del auto equivocado, un lujoso convertible Cadillac Eldorado Biarritz de 1957 de color verde espuma de mar. Se van con él, divirtiéndose en la carretera. De vuelta con el masaje de Marge, ella siente que Homer está haciendo algo "increíblemente estúpido".
Cuando regresan al restaurante, su dueño, Jeff Albertson, amenaza con arrestar a Homer por el robo del auto de su padre. Cuando Jeff Albertson se da cuenta de que su condición menta, la edición #1 del Hombre Radioactivo, fue dañada. Él presenta cargos y Homer es arrestado. En el Palacio de Justicia del Condado de Springfield, el juez Snyder declara culpable a Homer, incluso después de una conmovedora carta de disculpa escrita por Lisa.
Con dos semanas antes de su audiencia de sentencia, la familia se prepara para la oportunidad de que Homer vaya a la cárcel, y Marge acepta hacer las paces con Jeff Albertson. Ella va al Calabozo del Androide para negociar, pero Jeff Albertson dice que el problema es conseguir respeto. En casa, Lisa descubre videos de mitigación de sentencias, incluido un empleado por el Sr. Burns, para uno de sus crímenes contra Springfield. El video, dirigido por Guillermo del Toro, se abre con varios monstruos, luego ofrece a Burns como un monstruo simpático y producto de una infancia descuidada y acosada. Optan por usar el último videógrafo de Springfield, Gil, con quien Marge se encuentra en la tienda de videos de bodas del viejo Gil, donde se da cuenta de que pueden hacer su propia grabación. Sus esfuerzos se quedan cortos, pero Lisa es capaz de unir el trabajo utilizando sus habilidades de Final Cut Pro. En la corte, el juez Snyder está inicialmente dispuesto a liberar a Homer, pero Jeff Albertson pronuncia un discurso en la corte, el mejor que jamás ha escuchado Snyder. Él emitirá su veredicto al día siguiente.
Lisa encuentra por internet un reemplazo para la edición #1 del Hombre Radioactivo en una tienda de cómics de Ogdenville cercana. Pero en la tienda de Jeff Albertson todavía guarda rencor contra Homer. Sin embargo, se da cuenta del llavero de 1975 de la primera temporada Welcome Back, Kotter, un "precioso tótem" para Homer, el único regalo que su padre le había dado. Para hacer que Homer se sienta como se sentía con su amado auto y sus historietas cómicas, Jeff Albertson rompe el llavero con el martillo de Thor, Mjolnir, y luego declara que retirará los cargos. También declara que Homer es su mejor amigo y que los dos irán a Comic-Con.
En el epílogo, Bart se muestra en la detención de la escuela bajo la supervisión del Director Skinner. Bart le muestra a Skinner un video de mitigación de sentencia de broma con Milhouse exaltando la ayuda transformadora de Bart, mientras el video se reproduce, Bart se escapa de la sala.

## Recepción
"101 Mitigations" obtuvo un índice de audiencia de 0.8 con un 4 de share y fue visto por 2.25 millones de espectadores, lo que convirtió a Los Simpson en el programa de Fox de la noche con mayor audiencia.
Tony Sokol de Den of Geek otorgó al episodio 4 de 5 estrellas, declarando que "¿Qué aprendimos de este episodio? Ciertamente, no es la lección que los momentos de pura alegría siempre tienen consecuencias, es que el alemán es el idioma más cercano de la tierra a Klingon. el episodio es gracioso y revelador, aunque no siempre es ruidoso. "101 Mitigations" contiene una buena combinación de lo inteligente y lo tonto, con una brújula moral en el control de cruce".
Dennis Perkins de The A.V. Club le dio al episodio una clasificación C+, indicando que "Para que Homer finalmente entienda el dolor que sus extravagantes causas semanales sin sentido a otra persona podrían ser un momento cargado, dramáticamente. Pero el episodio lo embrolla. El enérgico tiempo de ejecución, truncado más por el tiempo, pero que atrae la atención, hace que Homer y el acercamiento de CBG queden insatisfactorios, empeñado en la broma de que Homer considera que la invitación de CBG a Comic-Con es casi preferible a la prisión. Los Simpson tiene espacio para que las malas conductas de sus personajes sean deconstruidas de manera significativa. Es una pena que '101 Mitigations' no lo sea".